# Stade Dongdaemun
Pour les articles homonymes, voir Dongdaemun (homonymie).
 (avril 2025).
Le stade de Dongdaemun ou Dongdamun Stadium (en hangeul : 동대문운동장) est un stade de football situé dans le quartier de Sang-am-dong qui se trouve dans l'arrondissement de Jung-gu à Séoul en Corée du Sud.